# 柿本ケンジロウ
柿本 ケンジロウ（かきもと ケンジロウ、1960年3月31日 - ）は、日本の漫画家。兵庫県西宮市在住。
集英社『週刊ヤングジャンプ』で「ふたり暮らし」（TBSテレビアニメ化）、「Pure」（ピュア）などを連載。CyberComix名で原作者麗王および源内薫などと同人活動をしながら、G2Comixにて電子出版で作品を発表し続けている。
　　　　　

## 作品リスト
- ちょぼちょぼくん
- ちょんぼくん（第69回月例新人賞佳作作品）
- にゃんとかしてよ（第77回月例新人賞佳作作品）
- 満足しましょ!
- ふたり暮らし
- リリーのKISS
- ゴールデンLUCK
- ふたり暮らし（特別編）帰ってきた大見江遥
- 危ない女
- 狙われた女
- ギャンブラー愛
- 天使のフェロモン
- Pure（ピュア）
- 愛子先生
- 代行屋ジョージ
- 01リカ
- 01リカ2
- 01リカ3
- 野生少女ミュー
- ジゴロウ
- ビューテイーHERO
- アバターダイアリー
- 週刊リアルメイド
- 絶対服従愛玩メイド（週刊リアルメイドSeasonⅡ）
- 週刊リアルメイドZERO
- 週刊リアルメイドR
- メイドロイドvsサイバーモンスター（週刊リアルメイドSS）

### iPhoneブック
各タイトル3言語で配信（日本語/英語/フランス語）
- 週刊リアルメイド
- 週刊リアルメイドSeasonⅡ
- 週刊リアルメイドZERO
- 週刊リアルメイドR
- 週刊リアルメイドSS（メイドロイドvsサイバーモンスター）
- ゼロワン・リカ
- アバターダイアリー
- リアルメイドル（AKIBAアイドル萌界隈とのコラボ）

### iPadブック
各タイトル3言語で配信
（日本語/英語/フランス語/スペイン語/ロシア語/中国語簡体字）
- 週刊リアルメイド（HD）